# Kostel svatého Jakuba Většího (Bedřichův Světec)
Kostel svatého Jakuba Většího je římskokatolický kostel zasvěcený svatému Jakubovi Většímu v Bedřichově Světci v okrese Most. Románsko-gotický kostel pocházející ze 13. století s freskami ze 14. století je nejstarší památkou na území okresu Most. Od roku 1963 je chráněn jako kulturní památka.

## Historie
Kostel byl postaven v pozdně románském slohu ve dvacátých až třicátých letech 13. století, kdy byl součástí šlechtického dvorce. Po roce 1270 byl přestavěn v raně gotickém slohu. Renesanční věž byla přistavěna na přelomu 15. a 16. století.
V sedmdesátých a osmdesátých 20. století prováděl Ústav archeologické památkové péče severozápadních Čech se sídlem v Mostě archeologické výzkumy jak uvnitř kostela, tak i v jeho okolí. Ve stejné době probíhal i stavebněhistorický průzkum Památkového ústavu v Ústí nad Labem.
Archeologický výzkum v areálu kostela potvrdil zaniklé šlechtické sídlo, které se nacházelo na jihozápad od kostela. Dvorec se skládal ze dvou úrovní. V dolní ležel skladovací prostor, nahoře obytná část.
O zničený kostel se od roku 2010 za přispění sponzorů začalo starat Občanské sdružení pro obnovu kostela sv. Jakuba v Bedřichově Světci. V roce 2015 však děkan farnosti Grzegorz Czyżewski neprodloužil sdružení výpůjční smlouvu, která proto 28. února 2017 skončila. Od té doby zůstává kostel zavřený.

## Architektura
Kostel je místní dominantou, neboť je postaven na terénní vyvýšenině ve středu obce, obklopen hřbitovem.
Kostel má tvar jednolodní obdélné stavby s pravoúhlým presbytářem a s pravoúhlou sakristií na jižní straně. Kostelní okna jsou hrotitá. Do západní části chrámové lodi původně vystupovala empora opřená o střední pilíř a nesená klenbou. Emporu později nahradila dřevěná kruchta. V presbytáři je křížová žebrová klenba. Gotický sanktuář je opatřen původní mřížkou. Předsíň na jižní straně je renesanční ze 16. století a má křížovou hřebínkovou klenbou. Na triumfálním oblouku jsou dochovány gotické nástěnné malby a v lodi kostela po levé straně je taktéž gotická freska ze 14. století.
Zařízení kostela představoval hlavní oltář s obrazem svatého Jakuba. Hlavní oltář, stejně jako kazatelna, byl raně barokní a pocházel z konce 17. století. Na stěně předsíně kostela se nacházejí dva poškozené náhrobní kameny (pravděpodobně z let 1521 a 1571).
Malba na jižní straně lodi nad portálem do sakristie zobrazuje dvě postavy, z nichž lépe dochovaná je oděna do biskupského roucha. Spolu s druhou, téměř zcela zaniklou, postavou pravděpodobně představují svatého Vojtěcha a svatého Václava. Pod rámováním výklenku se nachází zlomky nápisu a znak v červené kartuši. Z rozboru fragmentu textu a farních dokumentů vyplývá, že nápis a erb patřily Václavu Vojtěchu Pernklovi z Bernklauen, který byl 1. května 1667 dosazen jako farář do bečovské farnosti.